# Liste der Länder mit indigener muttersprachlich arabischer Bevölkerung
Arabisch wird von circa 240 Millionen Muttersprachlern und von ca. 60 Mio. Menschen als Zweitsprache gesprochen. Die folgenden Angaben sind zum Teil grobe Schätzungen oder beruhen auf Angaben und Zählungen, die oft schon viele Jahre alt sind.
| Land                            | Sprecherzahl | Anteil an der Gesamt- bevölkerung | Anmerkung |
| ------------------------------- | ------------ | --------------------------------- | --- |
| Afghanistan                     | 5.000        | < 0,001 %                         | In vier nördlichen Provinzen (auch in Tadschikistan)                                                                                      |
| Ägypten 1)                      | 76.000.000   | > 99 %                            | |
| Algerien 1)                     | 27.000.000   | > 60 %                            | |
| Bahrain 1)                      | 400.000      | < 60 %                            | 300.000 Schiiten und 100.000 Sunniten, deren Dialekte sich unterscheiden.                                                                 |
| Dschibuti 1)                    | 50.000       | > 10 %                            | |
| Eritrea                         | (?) 30.000   | < 1 %                             | Kamelnomaden an der Küste des Roten Meeres, die Mitte des 19. Jhds. von der arabischen Halbinsel gekommen sind.                           |
| Iran                            | 1.400.000    | > 2 %                             | 1 Mio. Mesopotamisch-Arabisch-Sprecher in Chuzestan, 200.000 Golf-Arabisch-Sprecher an der Südküste, ca. 1.000 Chorasan-Arabisch-Sprecher |
| Irak 1)                         | 18.000.000   | > 70 %                            | |
| Israel                          | 1.400.000    | > 22 %                            | Darunter ca. 475.000 Judeo-Arabisch-Sprecher (Angaben aus dem Jahr 1995)                                                                  |
| Jemen 1)                        | 14.700.000   | > 70 %                            | |
| Jordanien 1)                    | 2.500.000    | 45 %                              | Die Mehrheit der jordanischen Bevölkerung sind palästinensische Flüchtlinge oder deren Nachkommen.                                        |
| Kamerun                         | 60.000       | 0,4 %                             | In der nördlichsten Provinz, Tschadisch-Arabisch                                                                                          |
| Katar 1)                        | 100.000      | > 10 %                            | |
| Kenia                           | 15.000       | < 0,05 %                          | An der Küste. Kamen im 9. Jhd. aus Jemen und Oman. Die meisten sprechen heute aber vermutlich Swahili als erste Sprache.                  |
| Kuwait 1)                       | 500.000      | < 25 %                            | |
| Libanon 1)                      | 3.200.000    | 85 %                              | Ca. 1.500.000 palästinensische und syrische Flüchtlinge oder deren Nachkommen nicht mitgerechnet.                                         |
| Libyen 1)                       | 4.200.000    | 75 %                              | |
| Mali                            | 100.000      | > 8 %                             | Ḥasaniyya-Dialekt wie in Mauretanien |
| Marokko 1)                      | 19.000.000   | < 60 %                            | Darunter 40.000 Ḥassaniyya-Sprecher und 9.000 Judeo-Marokkanisch-Sprecher                                                                 |
| Mauretanien 1)                  | 2.500.000    | > 80 %                            | |
| Niger                           | 30.000       | < 0,3 %                           | |
| Nigeria                         | 100.000      | < 0,1 %                           | Tschadisch-Arabisch |
| Nordzypern 2)                   | 1.300        | < 0,002 %                         | Maroniten im Dorf Kormakitis |
| Oman 1)                         | 1.250.000    | 53 %                              | |
| Palästinensische Gebiete 1) 2)  | 2.200.000    | > 50 %                            | Zur Gesamtbevölkerung von 4,3 Mio. zählen 1,7 Mio. nicht indigene Flüchtlinge oder deren Nachkommen und 400.000 Siedler.                  |
| Saudi-Arabien 1)                | 14.200.000   | > 50 %                            | |
| Sudan 1)                        | 15.000.000   | < 40 %                            | Darunter 20.000 Kreol-Sprecher |
| Syrien 1)                       | 11.500.000   | > 60 %                            | |
| Tadschikistan                   | 1.000        | > 0,01 %                          | |
| Tansania                        | 200.000      | > 0,5 %                           | Auf Sansibar, Oman-Arabisch |
| Tschad                          | 760.000      | 8 %                               | |
| Tunesien 1)                     | 9.000.000    | 90 %                              | Darunter ca. 500 Judeo-Arabisch-Sprecher                                                                                                  |
| Türkei                          | 1.200.000    | > 0,5 %                           | siehe Araber in der Türkei |
| Usbekistan                      | 700          | > 0 %                             | |
| Vereinigte Arabische Emirate 1) | 750.000      | 30 %                              | |

1) Mitglied der Arabischen Liga
2) International nicht als Staat anerkannt
< bedeutet „etwas weniger als“, > bedeutet „etwas mehr als“
Anmerkungen
- Nicht erfasst wurden diejenigen muttersprachlichen Arabischsprecher, die seit kurzem oder erst wenigen Generationen außerhalb ihres Herkunftslandes leben, darunter fallen beispielsweise circa fünf Millionen Palästinenser.
- Man beachte, dass in dieser Tabelle nur die indigene arabischsprachige Bevölkerung erfasst wird. Dies erklärt oft einen überraschend geringen prozentualen Anteil an der Gesamtbevölkerung.